# Emily Fitzroy
Emily Fitzroy (Londra, 24 maggio 1860 – Gardena, 3 marzo 1954) è stata un'attrice britannica naturalizzata statunitense.

## Biografia
Nata a Londra, si trasferì negli Stati Uniti diventando cittadina statunitense. Fece il suo debutto cinematografico nel 1913, a 53 anni, in un cortometraggio della Lubin dove recitava accanto al futuro regista Henry King, qui ai suoi primi passi come attore. Data la sua età matura, le venivano affidati ruoli da caratterista. Nella sua carriera girò 101 pellicole, l'ultima delle quali, in un piccolo ruolo, fu Le bianche scogliere di Dover (1944) di Clarence Brown. Morì in California, a Gardena, il 3 marzo 1954, all'età di 94 anni.

## Filmografia
- The Birthmark, regia di Wilbert Melville (1913)
- Sins of Men, regia di James Vincent  (1916)
- East Lynne, regia di Bertram Bracken (1916)
- The Return of Eve, regia di Arthur Berthelet (1916)
- A Broadway Saint, regia di Harry O. Hoyt (1919)
- The Climbers, regia di Tom Terriss (1919)
- Deadline at Eleven, regia di George Fawcett (1920)
- The Man Who Lost Himself, regia di George D. Baker (1920)
- Agonia sui ghiacci (Way Down East), regia di David Wark Griffith (1920)
- The Frisky Mrs. Johnson, regia di Edward Dillon (1920)
- The New York Idea, regia di Herbert Blaché (1920)
- Out of the Chorus, regia di Herbert Blaché (1921)
- Straight Is the Way, regia di Robert G. Vignola (1921)
- Wife Against Wife, regia di Whitman Bennett (1921)
- Jane Eyre, regia di Hugo Ballin (1921)
- L'incantesimo del piacere (Fascination), regia di Robert Z. Leonard (1922)
- Strangers of the Night, regia di Fred Niblo (1923)
- Il sussurro della calunnia (The Whispered Name), regia di King Baggot (1924)
- Secrets, regia di Frank Borzage (1924)
- La sua ora (His Hour), regia di King Vidor (1924)
- The Red Lily, regia di Fred Niblo (1924)
- Il passo del destino (Love's Wilderness), regia di Robert Z. Leonard (1924)
- Matador (The Spaniard), regia di Raoul Walsh (1925)
- Il letto d'oro (The Golden Bed), regia di Cecil B. DeMille (1925)
- Learning to Love
- Lady, una vera signora (The Lady), regia di Frank Borzage (1925)
- La voce del sangue (Never the Twain Shall Meet), regia di Maurice Tourneur (1925)
- Thunder Mountain, regia di Victor Schertzinger (1925)
- The Winding Stair, regia di John Griffith Wray (1925)
- Bobbed Hair, regia di Alan Crosland (1925)
- Lazybones, regia di Frank Borzage (1925)
- The Bat, regia di Roland West (1926)
- What Happened to Jones, regia di William A. Seiter (1926)
- One Increasing Purpose, regia di Harry Beaumont (1927)
- I signori preferiscono le bionde (Gentlemen Prefer Blondes), regia di Malcolm St. Clair (1928)
- La sete dell'oro (The Trail of '98), regia di Clarence Brown (1928)
- Mississipi (Show Boat), regia di Harry A. Pollard (1929)
- The Man with Two Faces, regia di Archie Mayo (1934)
- L'ammaliatrice (The Flame of New Orleans), regia di René Clair (1941)
- Le bianche scogliere di Dover (The White Cliffs of Dover), regia di Clarence Brown (1944)